# Kenta Kanō
Kenta Kanō (狩野 健太 Kanō Kenta?, Shizuoka, 2 de mayo de 1986) es un exfutbolista japonés que jugaba como centrocampista. Desde 2024 es entrenador asistente del Kawasaki Frontale.

## Trayectoria

### Clubes
| Club                | País  | Año       |
| ------------------- | ----- | --------- |
| Yokohama F. Marinos | Japón | 2005-2012 |
| Kashiwa Reysol      | Japón | 2013-2015 |
| Kawasaki Frontale   | Japón | 2016-2017 |
| Tokushima Vortis    | Japón | 2018-2019 |

## Palmarés

### Títulos nacionales
| Título         | Club              | País  | Año  |
| -------------- | ----------------- | ----- | ---- |
| Copa J. League | Kashiwa Reysol    | Japón | 2013 |
| J1 League      | Kawasaki Frontale | Japón | 2017 |